# Binovce
Binovce (cyr. Биновце) – wieś w Serbii, w okręgu pczyńskim, w gminie Surdulica. W 2011 roku liczyła 501 mieszkańców.